# Sigma Columbae
Sigma Columbae (63 Columbae) é uma estrela na direção da constelação de Columba. Possui uma ascensão reta de 05h 56m 20.94s e uma declinação de −31° 22′ 56.8″. Sua magnitude aparente é igual a 5.52. Considerando sua distância de 1462 anos-luz em relação à Terra, sua magnitude absoluta é igual a −2.74. Pertence à classe espectral F2III.